# Patrick Ouchène
Patrick Ouchène es un cantante belga e imitador de Elvis Presley más conocido por ser el líder de la banda de rockabilly, Runnin' Wild.

## Eurovisión 2009
El 17 de febrero de 2009, Patrick fue elegido por la RTBF para representar a Bélgica en el Festival de la Canción de Eurovisión 2009 con la canción Copycat (imitación). El 10 de marzo de 2009 se publicó su canción por primera vez junto al videoclip.